# Spinotarsus londinensis
Spinotarsus londinensis är en mångfotingart som beskrevs av Kraus 1960. Spinotarsus londinensis ingår i släktet Spinotarsus och familjen Odontopygidae. Inga underarter finns listade i Catalogue of Life.